# Pachycnemia uniformis
Pachycnemia uniformis là một loài bướm đêm trong họ Geometridae.